# 베를린 훔볼트 대학교
베를린 훔볼트 대학교(독일어: Humboldt-Universität zu Berlin, 영어: Humboldt University of Berlin)는 독일 베를린에 있는 대학교 중에서 가장 오랜 역사를 가지고 있다. 프로이센 왕국의 자유주의적인 교육 개혁가이자 언어학자였던 빌헬름 폰 훔볼트에 의해 1810년 베를린 대학교(Universität zu Berlin)로 창립되었으며 그가 구상한 이 대학의 모습은 다른 유럽과 서방 대학에 큰 영향을 주었다. 1826년 프리드리히 빌헬름 대학교(Friedrich-Wilhelms-Universität)으로 교명을 변경하였으며, 이후 대학교가 위치해 있던 거리의 이름을 따서 운터덴린덴 대학교(Universität unter den Linden)로 알려지기도 하였다. 1949년 창립자와 그의 형제였던 자연과학자 알렉산더 폰 훔볼트를 기념하여 베를린 훔볼트 대학교로 명칭을 바꾸어 오늘에 이르고 있다.

## 역사

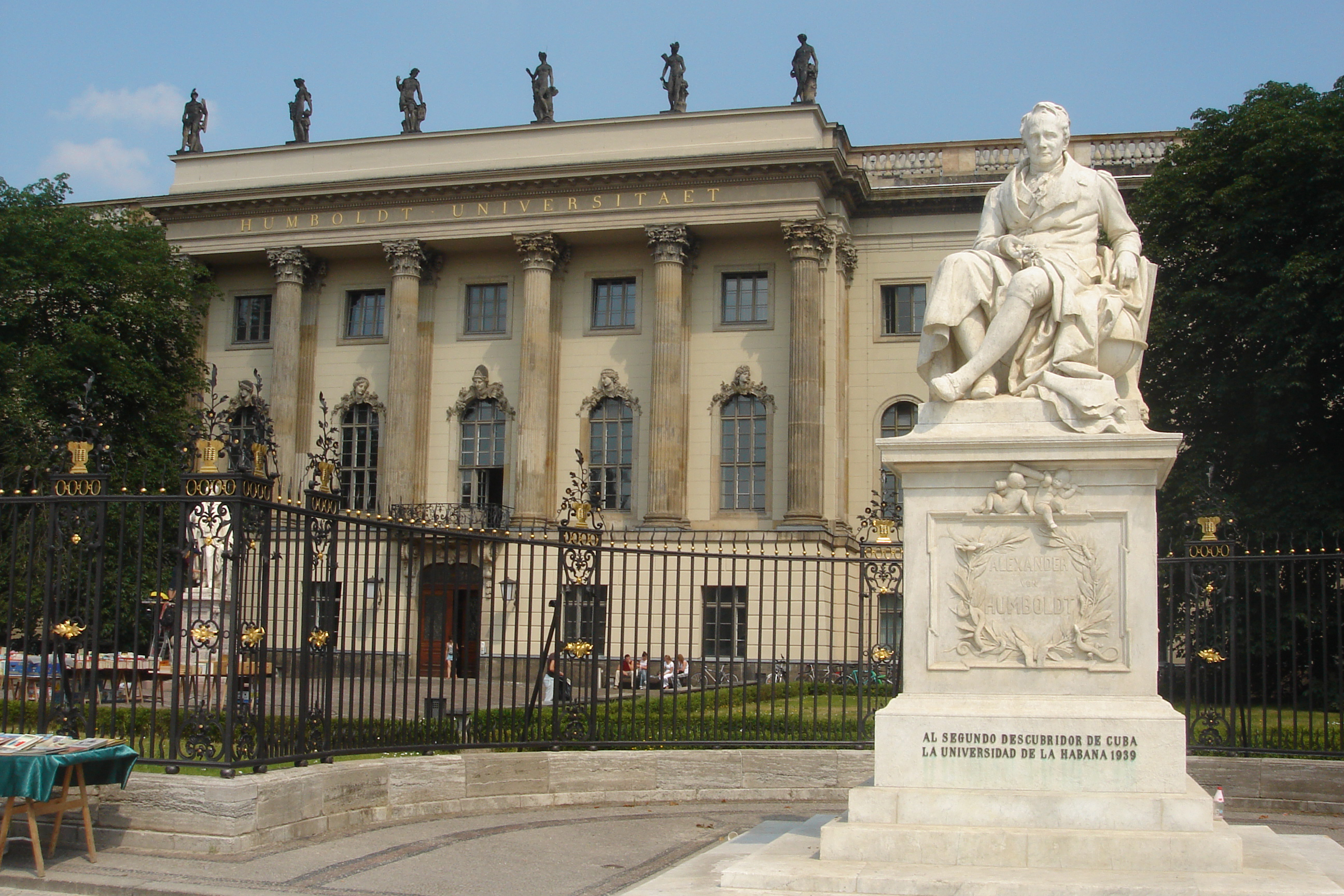
베를린 대학 전경

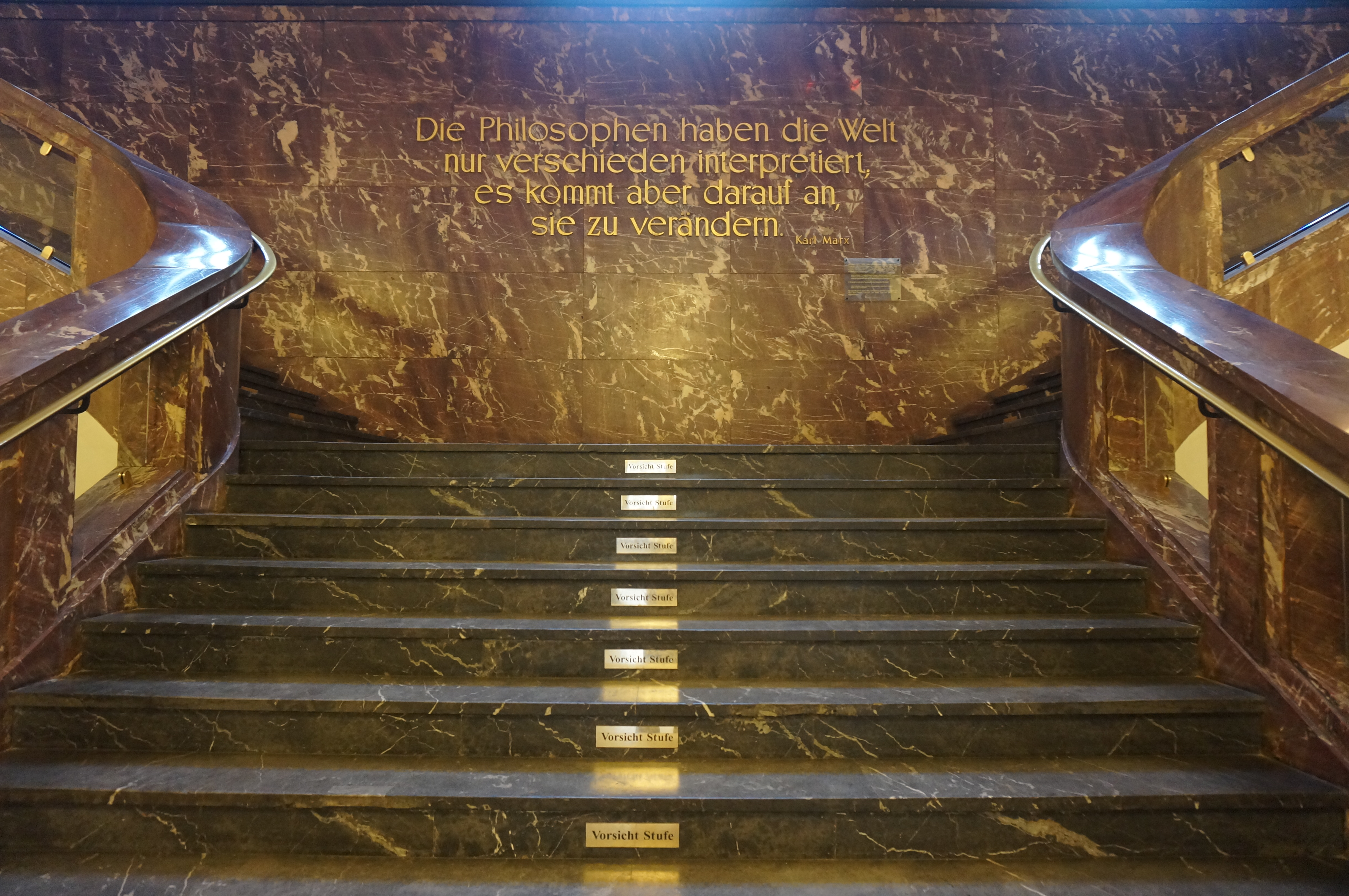
Humboldt university

1933년 나치의 집권으로 나치즘 교육의 장이 되기도 했던 베를린 대학은 나치 독일의 패망과 함께 폐교되었다가 1946년 소비에트 연방에 의해 다시 개교하였다. 그러나 냉전과 함께 공산주의에 반대하는 서독의 서베를린에서 베를린 자유대학이 1948년 별도로 개교하였다. 이후 베를린 대학은 1949년 동독의 독일 사회주의통일당에 의해 훔볼트 대학교로 이름을 바꾸었으며 1989년 동독 붕괴 이후에도 이 이름을 유지하고 있다.
1989년 동독의 붕괴 이후 베를린 대학은 서독의 많은 교수들을 채용하는 한편 서독의 다른 대학들과 같은 교육과정을 수립하였다.